# Yosvany Sánchez Larrudet
Yosvany Sánchez Larrudet (* 17. September 1975 in Matanzas) ist ein ehemaliger kubanischer Ringer, mehrfacher panamerikanischer Meister und Olympiateilnehmer im freien Stil.

## Werdegang
Yosvany Sánchez begann als Jugendlicher im Jahre 1987 in seiner Heimatstadt mit dem Ringen. Er wurde dazu Mitglied des Sportclubs Deportivo Matanzas. Trainiert wurde er von Filiberto Delgado. Neben dem Ringen, dem er sich hauptsächlich widmete, studierte er an einem Technikum. Als Erwachsener rang er bei einer Größe von 1,69 Metern immer im Leichtgewicht (Gewichtsklasse bis 68/69 kg Körpergewicht).
1991 startete er erstmals bei einer internationalen Meisterschaft, der Junioren-Weltmeisterschaft (Cadets = Altersgruppe bis zum 16. Lebensjahr) und kam dabei in Alma, Kanada, in der Gewichtsklasse bis 60 kg Körpergewicht auf den 5. Platz. Bei der Junioren-Weltmeisterschaft 1992 in Cali, Kolumbien, startete er bei den Juniors (Altersgruppe bis zum 18. Lebensjahr) im Federgewicht und gewann hinter Jang Jae-sung aus Südkorea und Mitsuhiro Amagai aus Japan eine Bronzemedaille. Bei seiner letzten Teilnahme an einer Junioren-Weltmeisterschaft 1995 in Teheran (Espoirs = Altersgruppe bis zum 20. Lebensjahr) gelang ihm dann der größte Erfolg in seiner jungen Ringerlaufbahn, denn er wurde dort vor Islam Matwejew aus Russland, Ruslan Weliew aus Kasachstan und Emzar Bedineischwili (Emzarios Bentinidis) aus Georgien Junioren-Weltmeister im Leichtgewicht.
1996 wurde Yosvany Sánchez auch in Deutschland bekannt, denn er rang beim Großen Preis von Deutschland in Leipzig und gewann dieses Turnier vor Sihamir Osmanow aus Russland und Fatih Özbaş aus der Türkei. Im gleichen Jahr schaffte er auch durch einen 2. Platz beim Qualifikations-Turnier in Cali hinter Terry Steiner aus den Vereinigten Staaten die Teilnahmeberechtigung an den Olympischen Spielen in Atlanta. In Atlanta startete er im Leichtgewicht und hatte einen schlechten Start, denn er verlor gegen Oleg Gogol aus Belarus gleich seinen ersten Kampf. Danach siegte er über Paulo Alejandro Ibire aus Argentinien, Janos Forizs aus Ungarn, Akbar Fallah aus dem Iran, Kullo Koiv aus Estland und den amtierenden Weltmeister von 1995 Araik Geworgjan aus Armenien und hatte nach dieser Siegesserie die Chance im Kampf gegen Sasa Sasirow aus der Ukraine sich noch eine olympische Bronzemedaille zu erkämpfen. Er verlor diesen Kampf aber mit 5:8 techn. Punkten und kam deshalb auf den vierten Platz.
1997 wurde Yosvany Sánchez in San Juan, Puerto Rico, im Leichtgewicht erstmals panamerikanischer Meister vor Eloy Urbano aus Mexiko und Chris Bono aus den Vereinigten Staaten. Bei der Weltmeisterschaft dieses Jahres in Krasnojarsk gelang ihm nur ein Sieg gegen Tibor Copik aus der Slowakei. Niederlagen gegen Sasa Sasirow und Zwetelin Wasiljew aus Bulgarien warfen ihn auf den 20. Platz zurück.
Im Jahre 1998 wurde er in Winnipeg erneut panamerikanischer Meister. Er siegte vor John Giura aus den Vereinigten Staaten und Edison Hurtado Lerma aus Kolumbien. Bei der Weltmeisterschaft dieses Jahres wurde er nicht eingesetzt. Er lieferte aber beim Welt-Cup in Stillwater hervorragende Kämpfe und kam mit Siegen über Ryusaburo Katsu, Japan, Fatih Özbaş u. Massoud Jamshidi aus dem Iran bei Niederlagen gegen Taimuras Orussow aus Russland und Lincoln McIlravy aus den Vereinigten Staaten auf den 3. Platz.
Beim Welt-Cup 1999 in Spokane war er nicht so erfolgreich, denn er verlor dort gegen Daniel Igali aus Kanada, Lincoln McIlravy und Amir Tavakolian aus dem Iran und siegte nur über Jens Gündling aus Deutschland, womit er auf den 4. Platz kam. Bei den Panamerikanischen Spielen 1999 in Winnipeg musste er sich erneut gegen Lincoln McIlravy geschlagen geben, belegte aber noch vor Daniel Igali den 2. Platz. Bei der Weltmeisterschaft 1999 in Ankara gewann Sánchez seine ersten drei Kämpfe, verlor aber dann gegen Emzarios Bentinidis, womit er ausschied und den 7. Platz belegte.
Im Olympiajahr 2000 siegte er dann zum dritten Mal bei der Panamerikanischen Meisterschaft. In Cali holte er sich im Leichtgewicht diesen Titel vor David Cubas aus Peru und Angelo Alberto Brea aus der Dominikanischen Republik. Bei den Olympischen Spielen 2000 in Sydney gelangen Yosvany Sánchez Siege über Peter Kasabow aus Bulgarien und Mariusz Dabrowski aus Polen. Dann traf er auf den Weltmeister von 1999 Daniel Igali, gegen den er nach Punkten verlor. Nach dem damals geltenden Reglement hatte er danach nur mehr die Chance gegen Ivan Diaconu aus Moldawien um den 5. Platz zu kämpfen. Er gewann diesen Kampf sicher nach Punkten. Nach dem seit 2005 geltenden Reglement (Trostrunde) hätte er auch noch die Chance gehabt, um die olympische Bronzemedaille zu kämpfen.
Im Jahre 2001 gewann Yosvany Sánchez in Santo Domingo, Dom. Rep., zum vierten Mal den Titel bei der Panamerikanischen Meisterschaft und startete danach bei der Weltmeisterschaft in Sofia. In einem der Vorrundenkämpfe gelang ihm dabei ein Sieg über den Olympiasieger von 2000 Daniel Igali. Seinen vierten Kampf verlor er aber knapp mit 2:3 techn. Punkten gegen Amir Tavakolian, womit er ausschied und den 7. Platz belegt.
Nach diesen Weltmeisterschaften beendete er seine internationale Ringerlaufbahn. Über seinen weiteren Lebensweg ist nichts bekannt.

## Internationale Erfolge
| Jahr | Platz | Wettbewerb                                                 | Gewichtsklasse | |
| 1991 | 5.    | Junioren-WM (Cadets) in Alma, Kanada                       | bis 60 kg KG   | Sieger: Adem Kaya, Türkei vor Chad Owens, USA |
| 1992 | 3.    | Junioren-WM (Juniors) in Cali, Kolumbien                   | Feder          | hinter Jang Jae-sung, Südkorea u. Mitsuhiro Amagai, Japan |
| 1995 | 1.    | Junioren-WM (Espoirs) in Teheran                           | Leicht         | vor Islam Matwejew, Russland, Ruslan Weliew, Kasachstan u. Emzar Bedineischwili (Emzarios Bentinidis), Georgien |
| 1996 | 1.    | Großer Preis von Deutschland in Leipzig                    | Leicht         | vor Sihamir Osmanow, Russland, Fatih Özbaş, Türkei u. Emzar Bedineischwili |
| 1996 | 2.    | Olympia-Qualif.-Turnier in Cali                            | Leicht         | hinter Terry Steiner, USA, vor Craig Roberts, Kanada |
| 1996 | 4.    | OS in Atlanta                                              | Leicht         | nach einer Niederlage gegen Oleg Gogol, Belarus, mit Siegen über Paulo Alejandro Ibire, Argentinien, Janos Forizs, Ungarn, Akbar Fallah, Iran, Kullo Koiv, Estland u. Araik Geworgjan, Armenien u. einer Niederlage gegen Sasa Sasirow, Ukraine |
| 1996 | 3.    | Welt-Cup in Teheran                                        | Leicht         | hinter Igor Kupejew, Russland u. Amir Tavakolian, Iran |
| 1997 | 1.    | Welt-Cup in Stillwater                                     | Leicht         | vor Townsend Saunders, USA, Islam Matweijew, Russland u. Mahmoud Karimi, Deutschland |
| 1997 | 1.    | Großer Preis von Griechenland in Athen                     | Leicht         | vor Björn Gut, Deutschland u. Kharizzi, Iran |
| 1997 | 1.    | Panamerikanische Meisterschaft in San Juan, Puerto Rico    | Leicht         | vor Eloy Urbano, Mexiko u. Chris Bono, USA |
| 1997 | 20.   | WM in Krasnojarsk                                          | Leicht         | mit einem Sieg über Tibor Copik, Slowakei u. Niederlagen gegen Sasa Sasirow u. Zwetelin Wasiljew, Bulgarien |
| 1998 | 1.    | WM in Winnipeg                                             | Leicht         | vor John Giura, USA u. Edison Hurtado Lerma, Kolumbien |
| 1998 | 3.    | Welt-Cup in Stillwater                                     | Leicht         | nach Niederlage gegen Taimuras Orussow, Russland, Siegen über Ryusaburo Katsu, Japan u. Fatih Özbaş, Türkei, Niederlage gegen Lincoln McIlravy, USA u. Sieg über Massoud Jamshidi, Iran                                                         |
| 1999 | 4.    | Welt-Cup in Spokane                                        | Leicht         | nach Niederlagen gegen Daniel Igali, Kanada, Lincoln McIlravy u. Amir Tavakolian u. einem Sieg über Jens Gündling, Deutschland |
| 1999 | 2.    | Panamerikanische Spiele in Winnipeg                        | Leicht         | hinter Lincoln McIlravy, vor Daniel Igali |
| 1999 | 7.    | WM in Ankara                                               | Leicht         | mit Siegen über Boldsukh Adiyahu, Mongolei, Oktay Schekwerdijew, Aserbaidschan u. Hwang Sang-ho, Südkorea u. einer Niederlage gegen Emzarios Bentinidis, Griechenland                                                                           |
| 2000 | 3.    | Welt-Cup in Fairfax                                        | Leicht         | hinter Lincoln McIlravy u. Orest Skobelski, Ukraine, vor Saur Kasbekow, Russland |
| 2000 | 1.    | Panamerikanische Meisterschaft in Cali                     | Leicht         | vor David Cubas, Peru u. Angelo Alberto Brea, Dom. Rep. |
| 2000 | 5.    | OS in Sydney                                               | Leicht         | mit Siegen über Peter Kasabow, Bulgarien u. Mariusz Dabrowski, Polen, einer Niederlage gegen Daniel Igali u. einem Sieg über Ivan Diaconu, Moldawien                                                                                            |
| 2001 | 1.    | Panamerikanische Meisterschaft in Santo Domingo, Dom. Rep. | Leicht         | vor Edison Hurtado Lerma, Kolumbien u. Ihony Jose Cedeno, Venezuela |
| 2001 | 7.    | WM in Sofia                                                | Leicht         | mit Siegen über Mariusz Dabrowski, Sergei Kowalenko, Deutschland u. Daniel Igali u. einer Niederlage gegen Amir Tavakolian |